# المركز العلمي (الكويت)

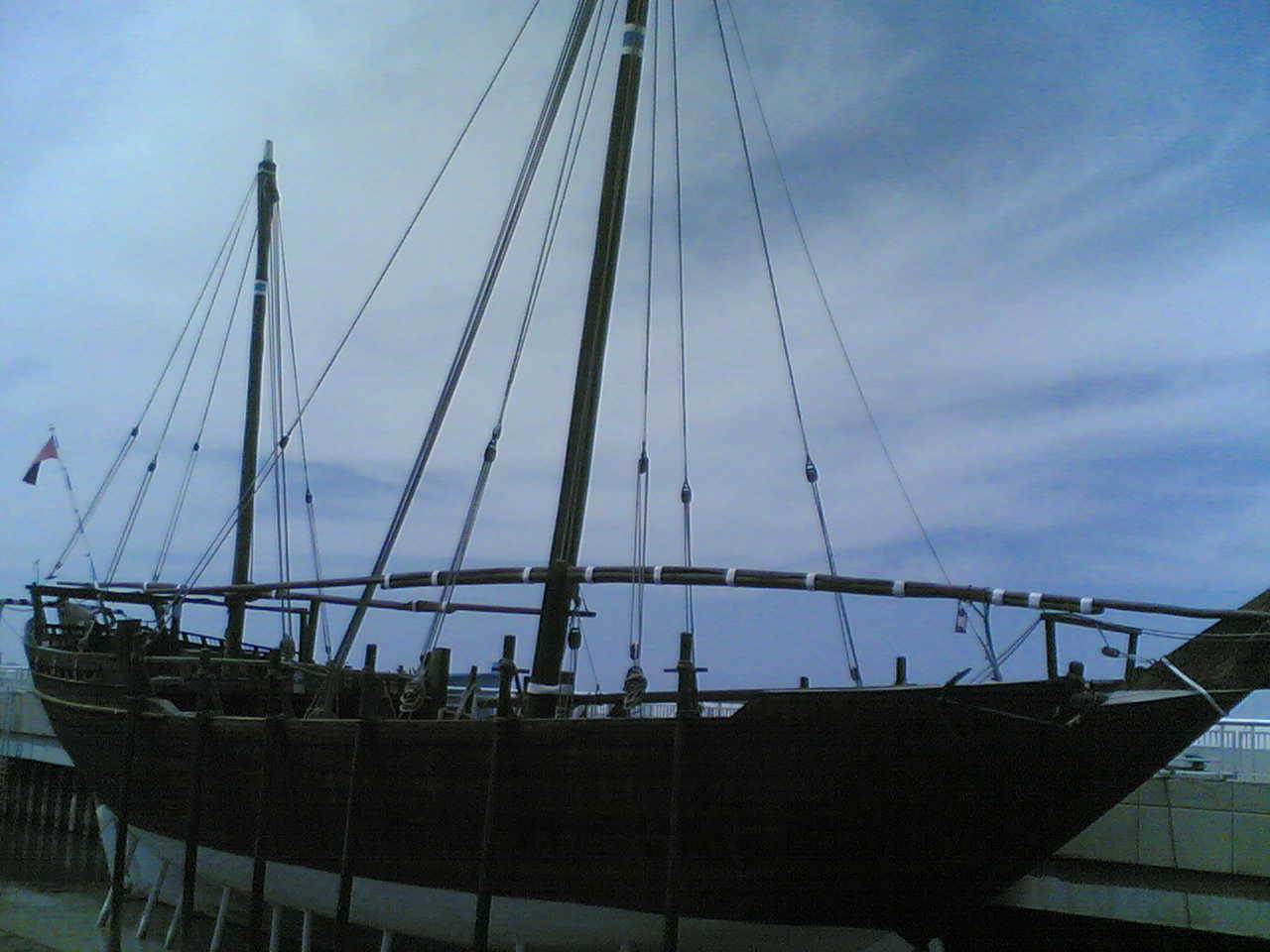
سفينة بوم الشراعية في مرسى المركز العلمي

يقع المركز العلمي في السالمية، الكويت، وهو بمثابة مركز للتعليم البيئي في منطقة الخليج العربي. بني المركز على مساحة تزيد عن 80,000 متر مربع ويغطي المبنى أكثر من 18,000 متر مربع. يضم المركز أكبر حوض للأحياء المائية في الشرق الأوسط بعد دبي، حيث يضم أكثر من 100 نوع مختلف من الحيوانات. إلى جانب الحوض، يحتوي أيضًا على مسرح IMAX وميناء للمراكب الشراعية التاريخية ومتجر هدايا من بين محتويات أخرى.
يحتوي المركز العلمي على ثلاثة أقسام هي (حوض للأحياء المائية) وقاعة الاستكشافات وقاعة سينما (آيماكس). وهو المركز الأول في الشرق الأوسط الذي يحتوي على هذه المرافق الثلاث. بالإضافة إلى متحف يمثل صناعة السفن التي سبق استخدامها في التجارة ونقل البضائع.

## تاريخ
بدأت فكرة المركز العلمي بمبادرة من أمير الكويت الراحل الشيخ جابر الأحمد الصباح الذي كان يترأس مجلس إدارة مؤسسة الكويت للتقدم العلمي. وقد قامت المؤسسة في تنفيذ هذا المشروع الذي بلغت تكلفته خمسة وعشرين مليون دينار كويتي. وفي 17 أبريل سنة 2000 افتتح الشيخ جابر الأحمد الصباح المركز العلمي في منطقة السالمية.

## الأقسام

### حوض للأحياء المائية
يتيح القسم فرصة التجول في ثلاث بيئات رئيسية في الجزيرة العربية هي البحر والساحل والصحراء، وجميعها تضّم أنواعاً من الحيوانات والنباتات والأحياء البحرية المحلية. يضم الأكواريوم مجموعة من الأحواض يُتوجها الحوض الرئيسي لأسماك الخليج ذو سعة 1.5 مليون لتر ماء ويضم أحياء المياه العميقة، مثل القروش واللخم. ويقوم غواصوا المركز العلمي من شباب وشابات الكويت بإطعام القروش واللخم والأسماك أمام زوار الأكواريوم حسب جداول العروض الحية المعدة مسبقاً وآخر وهو حوض.

### IMAX
يحتوي دار العرض (IMAX) شاشتها العملاقة التي يبلغ ارتفاعها 15 متراً وعرضها 20 متراً تم تزويدها بأحدث ما توصلت إليه تقنيات العرض السينمائي وتعرض أفلاماً تعليمية ووثائقية تناسب جميع الأعمار بتقنية العرض ثلاثي الأبعاد يدعمها نظام صوتي غامر بقوة 8000 واط. تستخدم (IMAX) أكبر قياس أفلام عرفته صناعة السينما ويعادل 10 أضعاف القياس العادي (35) ملم.

### قاعة الاستكشاف
تحتوي هذه القاعة على:
- آبار النفط : يستطيع الأطفال حفر بئر نفط، وقيادة شاحنة مسح زلزالي وحتى نقل النفط وتحميله على ناقلات عبر أنابيب وصمامات بأسلوب ممتع، والتعرف على منافذ التوزيع المختلفة والعمل في مصنع لتحويل النفط إلى إطارات ومواد بلاستيكي.
- معروضات النفط.
- عرض الدمى المتحركة: هنا يمكنك مشاهدة الدمى التي تتحرك.
- سفينة النجوم: ويطلق عليها قبة النجوم ويبلغ طول قبة النجوم ثلاثة أمتار، أما قطرها فيبلغ ستة أمتار. تتسع القبة لثلاثين شخص من مختلف الأعمار. تقدم العروض في المناسبات والاحتفالات الموسمية.

## الأحافير

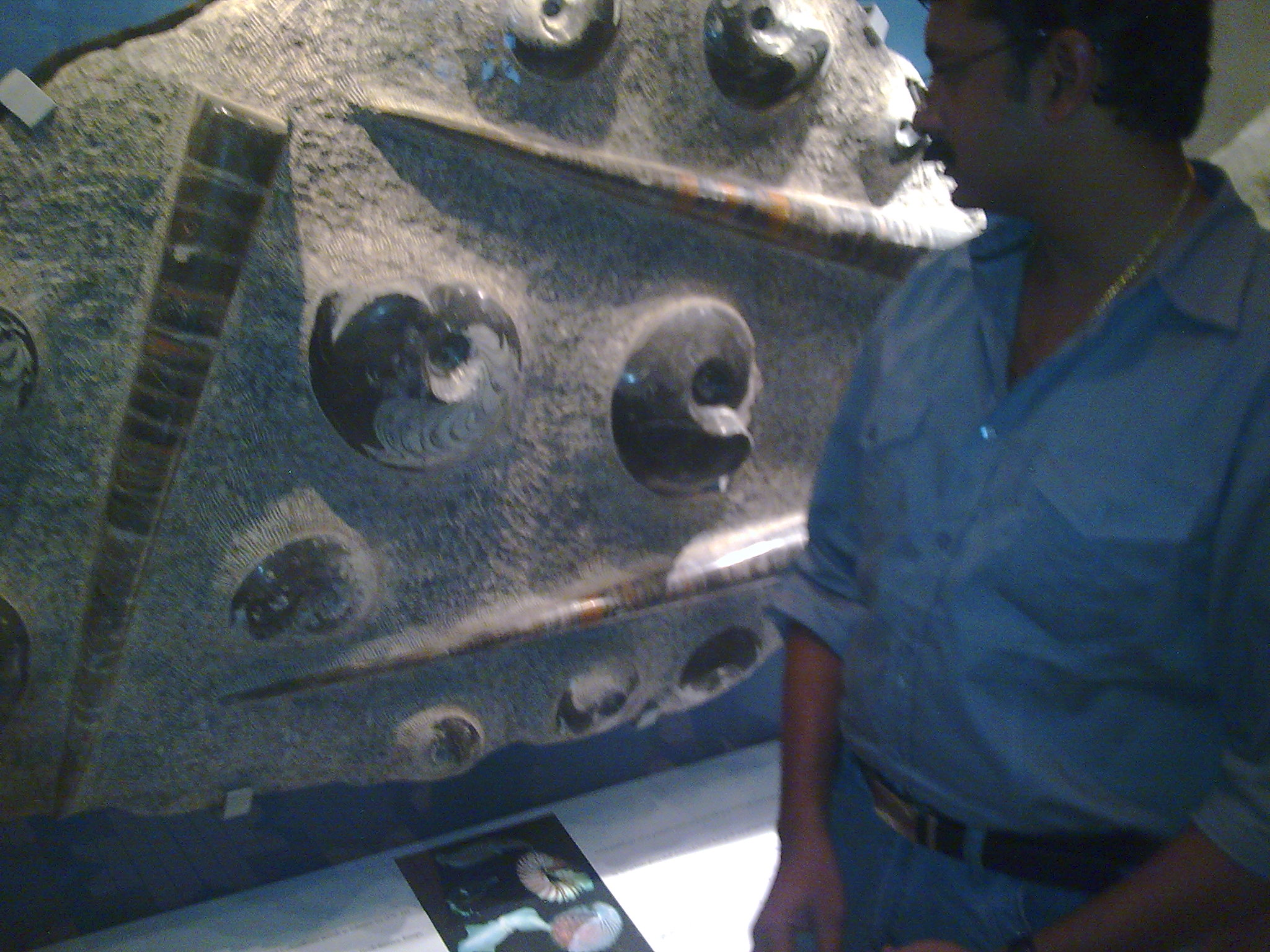
أحافير ضخمة يصل عمرها إلى مئات ملايين السنين

يضم المركز مجموعة نادرة وقيّمة جدا من الأحافير، وهي عبارة عن كائنات بحرية متحجّرة عثر عليها في المغرب بالقرب من الحدود الجزائرية، تتكون المجموعة من قسمين الأول وهو أحافير ضخمة وهي أقدم ويصل عمر بعضها إلى 500 مليون سنة وأكثر، وأما القسم الآخر فهي صغيره ويصل عمر بعضها إلى 400 مليون سنة [بحاجة لمصدر].

## مرسى السفن الشراعية
مرفق يشهد على عراقة تاريخ الكويت ويحتضن بوم «فتح الخير» الشامخ، وهو البوم الأصلي الوحيد المتبقي من حقبة ما قبل اكتشاف النفط. يضم المرسى أيضاً مجموعة من السفن الخشبية الشراعية التقليدية التي تم تصنيعها يدوياً خصيصاً لهذا المرفق الذي يستقبل زائريه على الواجهة الخارجية للمركز العلمي.

## وصلات خارجية
- الموقع الرسمي
- احافير المركز العلمي